# Dysstroma grisea
Dysstroma grisea är en fjärilsart som beskrevs av Müller 1931. Dysstroma grisea ingår i släktet Dysstroma och familjen mätare. Inga underarter finns listade i Catalogue of Life.